# Ophiusa kenricki
Ophiusa kenricki là một loài bướm đêm thuộc họ Erebidae. Nó được tìm thấy ở New Guinea.